# Acta Cardiologica Sinica
Acta Cardiologica Sinica is een internationaal peer-reviewed wetenschappelijk tijdschrift op het gebied van de cardiologie.